# ルイス・レンナー
ルイス・レンナー（Louis Renner）GmbH & Co. KGは、ドイツのピアノアクション製造業者である。1882年にオーデンハイムで創業され、現在は南ドイツと中央ドイツに2つの製造拠点がある。オーナー・社長はClemens von Arnimである。ルイス・レンナー社は世界最大の独立アップライトおよびグランドピアノアクション製造業者である。

## 開発と生産
レンナー社はセイヨウシデ材の使用に精通しており、木材の乾燥を行う。調整済みの木材はさらに加工される。ゲルトリンゲン工場では原木が加工される。モイゼルヴィッツ工場では、アップライトピアノおよびグランドピアノのアクションが組み立てられ、ハンマーヘッドが生産される。

## 歴史

### 1882年–1914年
ルイス・レンナーは1882年10月にシュトゥットガルトでピアノアクションの製造を始めた。1902年、会社は新しい工場へ移った。当時は35名の従業員がいた。レンナー社は1911年には既に100名の従業員を雇用し、新たな建築物が加わった。第一次世界大戦までに、従業員数は175名に増えた。

### 1945年–
第二次世界大戦後、多くの国々のピアノメーカーがレンナー製品に戻ってきた。1952年、 レンナーは製品範囲を拡大し、修理、スペア部品、アクセサリーも提供した。部品の製造も拡大し、大型倉庫も備え付けられた。1960年、会社の建物がさらに拡大した。1974年、オーデンハイム工場が開業し、ここでは2002年まで全ての原木加工が行われた。1991年のドイツ再統一直後、レンナー社はライプツィヒ近郊のツァイツに3番目の工場を開業した。現在、ピアノアクションはここで生産されている。

### 2007年
IGメタル（ドイツの主要な金属産業労働組合）によれば、ルイス・レンナー社は2007年にゲルトリンゲンで約100名を雇用していた。2003年2月にはまだ130名の従業員がいた。1882年10月に創業して以来、レンナー社は約3百万のグランドピアノおよびアップライトピアノアクションを出荷してきた。

## レンナーアクション
レンナーアクションは平均8千8百個の木製、フェルト製、金属製部品から成る。ヨーロッパ最大のアップライトピアノおよびグランドピアノ製造業者であるシンメル社は主にレンナー製アクションを使用している。
レンナー社は中国やその他の国々からのより安価な輸入品の競争圧力にさらされている。ほとんどの競合企業は現在プラスチック製の部品を製造している。レンナー社は2017年現在までプラスチック部品を使用していない。現在、部品の製造にはコンピュータ数値制御（CNC）機械が使用されている。